# George G. Sill
George Griswold Sill, född 26 oktober 1829, död 19 maj 1907, var en amerikansk jurist och politiker och viceguvernör i Connecticut från 1873 till 1877.

## Tidigt liv
Sill föddes i Windsor, Connecticut. Efter förberedande studier vid Ellington Academy läste han vid Yale University från 1848 och tog examen därifrån 1852. Han studerade juridik och antogs till advokatsamfundet i Hartford County 1856.
När amerikanska inbördeskriget bröt ut, organiserade Sill det första kompaniet med frivilliga från Connecticut på sitt kontor, och begav sig till fronten.
Sill var även ledare för flera stora företag. Han var verkställande direktör för Hartford Governor Company och chef för Mutual Benefit Life Insurance Company.

## Politisk karriär
Sedan han hade röstat på Republikanerna från den första gången han hade rösträtt, bytte han parti till Demokraterna 1872, under ledarskap av Horace Greeley. Han nominerades 1873 av Demokraterna till kandidat till viceguvernör i Connecticut och vann stort. Han tjänstgjorde i fyra på varandra följande ettåriga mandatperioder, medan Charles R. Ingersoll var guvernör, från den 7 maj 1873 till den 3 januari 1877. Detta var de sista ettåriga mandatperioderna, ändringar i Connecticuts grundlag innebar att mandatperioderna för guvernör och viceguvernör var två år från och med 1877, med valet i november året före och mandatperioder som började i januari.

## Senare år
Sill var federal åklagare för Connecticut från 1888 till 1892.
George G. Sill avled i sitt hem på kvällen den 19 maj 1907.